# کاتکول‌آمین

کاتکول

دوپامین

نوراپی‌نفرین (نورآدرنالین)

اپی‌نفرین (آدرنالین)

کاتکول‌آمین‌ها از هورمون‌های جنگ و گریز محسوب شده و از غده فوق کلیوی آزاد می‌شوند. این مواد بخشی از دستگاه عصبی سمپاتیک هستند و در پاسخ به استرس (بیولوژیکی) ترشح می‌شوند. این آمین‌ها به دلیل داشتن یک گروه کاتکول (1,2-dihydroxybenzene) کاتکول‌آمین نامیده می‌شوند. در بدن انسان فراوان‌ترین کاتکول‌آمین‌ها شامل اپی‌نفرین (آدرنالین)، نوراپی‌نفرین (نورآدرنالین) و دوپامین هستند که از اسید آمینهٔ تیروزین و فنیل‌آلانین ساخته می‌شوند.
تیروزین از افزوده شدن گروه هیدروکسیل به فنیل‌آلانین توسط آنزیم فنیل‌آلانین هیدروکسیلاز ساخته می‌شود و پس از رشته‌ای از واکنش‌ها به هورمون‌های یادشده برگردانده می‌شود.
کاتکول‌آمین‌ها ترکیبات شیمیایی مشتق شده از اسید آمینهٔ تیروزین هستند. برخی از آن‌ها آمین‌های بیوژنیک هستند. کاتکول‌آمین‌ها محلول در آب هستند و ۵۰٪ به پروتئین‌های پلاسما متصل هستند، بنابراین در خون گردش می‌کنند. ۹ (مدولا آدرنال) در شرایط استرس‌زا مانند استرس روانی یا افت قند خون ترشح می‌شوند. طبق فرهنگ لغت شیمی، کاتکول‌آمین‌ها توسط یک گروه آمینه مشخص می‌شوند و با وجود حلقهٔ فنولی از نوع کاتکول (دی‌هیدروکسی بنزن)، در مغز سنتز می‌شوند - در پایانه‌های سیناپسی در نقش انتقال‌دهنده‌های عصبی عمل می‌کنند.

## ساختار بیوشیمی
کاتکول‌آمین‌ها دارای ساختاری کامل از یک حلقهٔ بنزن و دو گروه هیدروکسیل هستند. درحالی‌که واسطهٔ زنجیرهٔ اتیل و یک گروه آمین در انتها را در خود جای می‌دهند.

## خاستگاه
کاتکول‌آمین به روش مستقیم در سلول‌های درون‌ریز مدولای آدرنال و همچنین فیبرهای پس‌گانگلیون دستگاه عصبی سمپاتیک تولید می‌گردد. همچنین دوپامین با نقش پیام‌رسان عصبی در دستگاه عصبی مرکزی به‌طور عمده در تنهٔ سلولی نورونال تولید می‌گردد. دوپامین نخستین کاتکول‌آمین است که از DOPA سنتز شده و در ادامه با تغییرات متابولیکی بر روی دوپامین، دو هورمون اپی‌نفرین و نوراپی‌نفرین ساخته می‌شوند.
آنزیم دوپامین هیدروکسیلاز که به‌عنوان کوفاکتور نیاز به مس دارد و دوپا دکربوکسیلاز نیازمند کوفاکتور پیریدوکسال فسفاتاز (پی‌ال‌پی) بوده و در ادامهٔ بیوسنتز کاتکول‌آمین، هیدروکسیله شدن تیروزین اتفاق می‌افتد. لازم به یادآوری است که آلفا متیل پی تیروزین (AMPT) بازدارندهٔ تیروزین هیدرالاز بوده و بنابراین از ادامهٔ تولید کاتکول‌آمین جلوگیری می‌کند.

## کارکرد
کاتکول‌آمین‌ها، تغییرات عمومی در خلق و خو داده و بدن را برای شرایط جنگ و گریز آماده می‌کند. این آمادگی شامل افزایش در ریتم طبیعی قلب، فشار خون، سطح گلوکز خون و واکنش‌های عمومی در سیستم سمپاتیک می‌گردد. برخی داروها مانند تولکاپون (تاسمار)، سطح کامل کاتکول‌آمین را به اوج می‌رسانند.
نیمه‌عمر کاتکول‌آمین در طول گردش خون کمتر از چند دقیقه است.

### دسته‌بندی
کاتکول‌آمین‌ها در دستگاه عصبی به دو دستهٔ عملکردی نوراپی‌نفرین‌ها و دوپامین‌ها دسته‌بندی می‌شوند.

#### دوپامین
دوپامین در سه مدار اصلی مغز وجود دارد. مدار دوپامینی که در تنظیم حرکات نقش دارد به‌صورت مستقیم با بیماری مرتبط است. یک مدار دوپامینی دیگر در شناخت و هیجان مهم است و اختلال در این سیستم منجر به اسکیزوفرنی می‌شود. از آنجایی که داروهای مسدودکننده گیرنده‌های دوپامین در مغز در کاهش علائم روانی مفید هستند، دستیابی به اطلاعات وسیع‌تر دربارهٔ دوپامین برای شناخت بیماری‌های روانی مهم و حیاتی است. در مدار سوم، دوپامین دستگاه درون‌ریز را تنظیم می‌کند.

#### نوراپی‌نفرین
کمبود نوراپی‌نفرین در بیماران مبتلا به آلزایمر، پارکینسون و سندرم کورساکوف که اختلال شناختی همراه الکلیسم مزمن است دیده می‌شود. کلیهٔ این شرایط منجر به کاهش حافظه و کاهش در کارکرد شناختی می‌شوند. بر این اساس محققان معتقدند که نوراپی‌نفرین نقش مهمی در یادگیری و حافظه دارد. نوراپی‌نفرین همچنین در سراسر بدن از طریق دستگاه عصبی سمپاتیک برای تنظیم ضربان قلب و فشار خون ترشح می‌شود. استرس حاد موجب افزایش آزادسازی نوراپی‌نفرین از اعصاب سمپاتیک و مدولای فوق کلیه یعنی داخلی‌ترین بخش غدهٔ فوق کلیه می‌شود.